# Centre d'information sur les nouvelles religions
Le Centre d'information sur les nouvelles religions est un organisme créé et établi à Montréal depuis 1984 dont le but est de « favoriser dans un esprit d'ouverture, l'intelligence critique et le discernement chrétien concernant les nouveaux groupes spirituels et religieux». Elle a organisé en 1999, le colloque « Internet et le pluralisme religieux »

## Directeurs
- Marie-Ève Garrand